# 奥维迪乌·霍班
奥维迪乌·霍班（羅馬尼亞語：Ovidiu Hoban，1982年12月27日—），罗马尼亚男子足球运动员，司职中场。他曾代表罗马尼亚国家队参加2016年欧洲足球锦标赛，结果队伍止步小组赛阶段。